# Mittellandkanal
Het Mittellandkanal (Nederlands: Mittellandkanaal) is met zijn 325,7 km de langste kunstmatige waterloop van Duitsland.
Het kanaal begint als aftakking van het Dortmund-Eemskanaal bij Hörstel en voert dan langs onder andere Bramsche, Osnabrück, Minden, Hannover, Braunschweig, Wolfsburg en Maagdenburg naar de Elbe. Verschillende van deze grotere steden zijn via zijarmen die doodlopen in een havenkom verbonden met het eigenlijke kanaal.
Bij Minden kruist het kanaal met kanaalbrug Minden de Wezer, waarmee het door sluizen links en rechts van het kanaal verbonden is, zodat er over de rivier, die vanaf daar bevaarbaar is voor grotere schepen, een verbinding is met Bremen. Ter hoogte van Wolfsburg sluit het Elbe-Seitenkanaal aan, die de verbinding met Hamburg mogelijk maakt zonder via de Elbe, gekenmerkt door zijn onregelmatige waterstanden, te moeten passeren.
Hoewel van bij de planning en de bouw in de jaren 30 de bouw van een aquaduct voorzien was om de Elbe te overbruggen, zou het tot na de hereniging van Duitsland duren voor dit er ook kwam. De bouw werd destijds wel begonnen maar door het uitbreken van de Tweede Wereldoorlog en de gewijzigde politieke situatie nadien, werd het nooit afgewerkt. Tot het eind van de jaren 90 bleven de ruïnes van de onafgewerkte kanaalbrug midden in het weiland bij de oevers van de rivier staan.
Voor de ingebruikname van de kanaalbrug Maagdenburg dienden de schepen richting Berlijn via de Scheepslift Rothensee en een kanaalarm bij Maagdenburg de Elbe op te varen om deze zowat vijftien kilometer stroomafwaarts terug te verlaten en via een sluis het hogergelegen Elbe-Havelkanaal te bereiken. In 2001 is de naast gelegen sluis Rothensee geopend; door de opening konden nu ook grotere schepen naar Berlijn varen. De bruikbare lengte in de scheepslift was maar 85 m en de sluis heeft een bruikbare lengte van 190 m. Het omvaren was vooral problematisch in zomermaanden waar de scheepvaart gehinderd werd door lage waterstanden zodat vaak met een diepgang van minder dan 1,5 m gevaren kon worden. Door opening van de kanaalbrug is een diepgang van 2,5 m het hele jaar gegarandeerd.
In 1965 werd gestart met verbreden en verdiepen van het toen nog West-Duitse gedeelte ten westen van het Elbe-Seitenkanaal dit was in 2000 afgerond. In het kader van het "Verkehrsprojekt Deutsche Einheit Nr.17" is ook gestart met verbreden en verdiepen van het laatste gedeelte.
Het kanaal eindigt officieel bij de Hohenwartesluis, omdat het water daar een andere naam krijgt; het kanaal gaat verder als het Elbe-Havelkanaal, waardoor een doorgaande waterverbinding bestaat tussen het Ruhrgebied en Berlijn.
Het Mittellandkanaal wordt ook wel Wezer-Eemskanaal of Wezer-Elbekanaal genoemd.

## Bouw
De bouw van het kanaal werd beslist bij wet op 1 april 1905, na verhitte debatten. Boeren uit het oosten van Duitsland vreesden immers voor massale invoer van goedkopere producten via het kanaal. Daarom werd als compromis enkel de bouw tot Hannover goedgekeurd.
- 1856 - Eerste plannen voor de bouw van een kanaal van het Ruhrgebied naar de Elbe
- 1906 - Begin van de werken op het traject Bergeshövede - Hannover
- 1915 - Ingebruikname van het kanaal tot Minden (toen nog het Eems-Wezerkanaal)
- 1915 - Ingebruikname zijkanaal naar Osnabrück.
- 1916 - Opening van het kanaal tot Hannover.
- 1928 - Opening van de Hindenburgschleuse te Hannover-Anderten
- 1929 - Aansluiting van de haven in Peine
- 1933 - Aansluiting van de haven van Braunschweig
- 1938 - Met de ingebruikname van de sluis te Sülfeld en de Scheepslift Rothensee bij Maagdenburg is de verbinding met de Elbe een feit.
- 1940 - Ingebruikname Stichkanal Salzgitter, het zijkanaal naar Salzgitter.
- 1993 - In het kader van het "Verkehrsprojekt Deutsche Einheit Nr.17" wordt gestart met de bouwwerken aan de kanaalbrug Maagdenburg over de Elbe en de dubbelsluis te Hohenwarthe.
- 2003 - De sluis te Hohenwarthe wordt geopend, zodat het kanaal, voor het eerst, over zijn hele lengte bevaarbaar is.

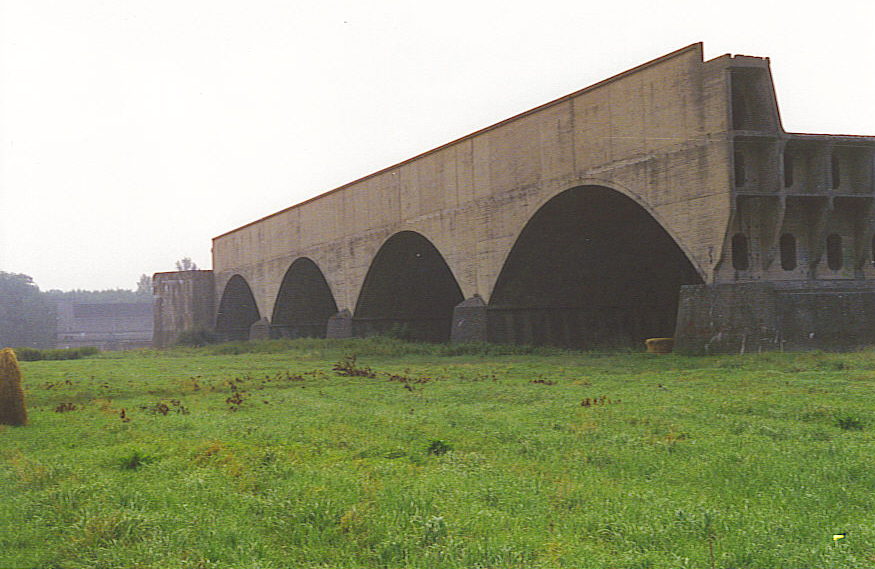
Ruïnes van de onafgewerkte kanaalbrug bij Maagdenburg
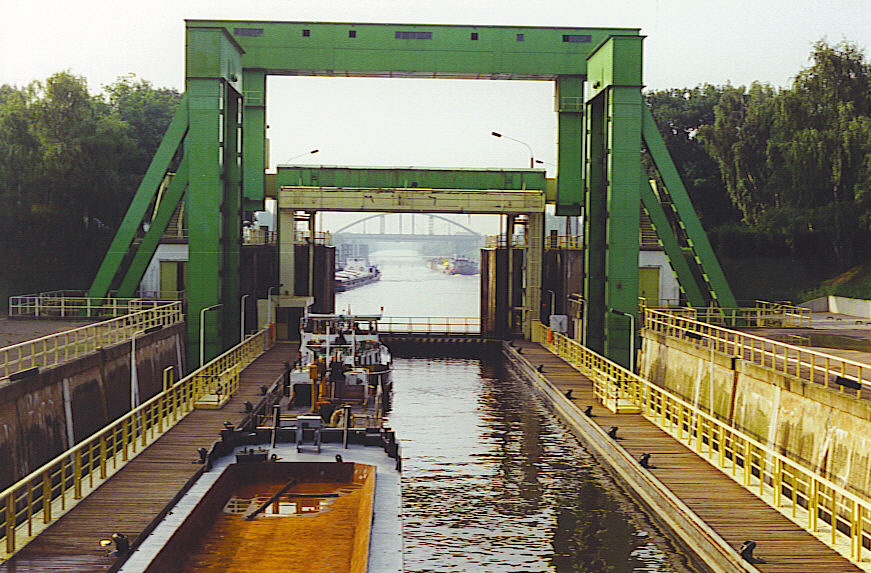
Scheepslift bij Maagdenburg
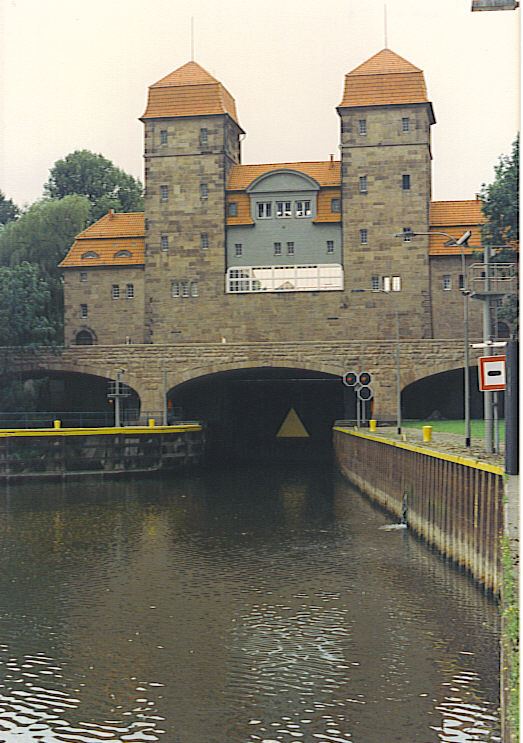
Sluis te Minden - verbinding Mittellandkanaal-Wezer
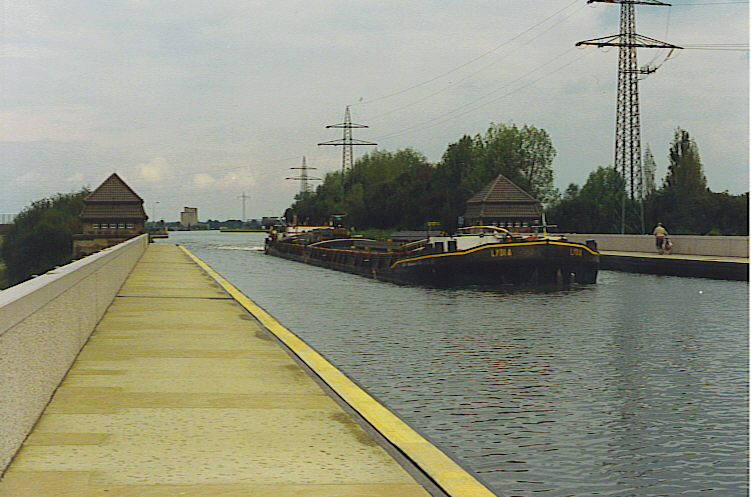
Aquaduct over de Wezer in Minden